# Pontophilus spinosus
Pontophilus spinosus är en kräftdjursart som först beskrevs av Leach 1815.  Pontophilus spinosus ingår i släktet Pontophilus och familjen Crangonidae. Enligt den svenska rödlistan är arten sårbar i Sverige. Arten förekommer i Götaland. Artens livsmiljö är havet. Inga underarter finns listade i Catalogue of Life.